# Sindrome di Schwartz-Jampel
La sindrome di Schwartz-Jampel è una malattia genetica rara causata da una mutazione del gene HSPG2, che codifica per il perlecano. I segni clinici principali della patologia sono l'osteocondrodisplasia associata alla miotonia.
La sindrome è stata descritta per la prima volta nel 1962 dall'oftalmologo statunitense Oscar Schwartz e dal neuroftalmologo connazionale Robert Steven Jampel.

## Cause
La sindrome di Schwartz-Jampel è causata da una mutazione a carico del gene HSPG2 il quale codifica per il perlecano, una proteina presente soprattutto nel tessuto cartilagineo e nel tessuto muscolare. Sono state studiate correlazioni tra deficit della concentrazione del perlecano nei tessuti e la presenza del quadro clinico proprio della sindrome; si suppone che il deficit perlecanico porta ad una produzione insufficiente di acetilcolinesterasi, un enzima coinvolto nel processo di inibizione dell'acetilcolina, la quale è un neurotrasmettitore che promuove la contrazione muscolare. Se l'acetilcolina non viene adeguatamente inibita, la debolezza e la contrazione muscolari del tessuto striato si prolungano oltre il dovuto; si parla in tal caso di miotonia.
La malattia è probabilmente ereditata con trasmissione autosomica recessiva, anche se alcuni studi suggerirebbero una trasmissione autosomica dominante.

## Clinica

### Sintomi e segni
Il quadro clinico degli individui con sindrome di Schwartz-Jampel può essere molto variegato; esso può includere anomalie strutturali delle epifisi e delle metafisi ossee, artrogriposi congenita multipla, curvatura delle ossa lunghe, labbro inferiore protrudente, guance piene, una deambulazione anomala, ginocchio valgo, displasia dell'anca, ipertonia, ritardo mentale, lassità articolare, orecchie con impianto basso e ruotate posteriormente, valgismo del metatarso, miotonia, micromelia, bocca piccola, piede piatto, labbra increspate, bassa statura, displasie a carico dello scheletro, trisma e svariati problemi di vista.

### Diagnosi
La sindrome di Schwartz-Jampel è diagnosticata mediante il riscontro delle anomalie facciali e scheletriche tipiche della sindrome, se a queste si associa la miotonia. All'esame del sangue è possibile rilevare livelli di creatinchinasi e di aldolasi più alti del normale. La radiografia, la biopsia del tessuto muscolare e l'elettromiografia possono rivelarsi utili a fini diagnostici. Può inoltre essere effettuato un test genetico volto a individuare mutazioni patogeniche a carico del gene HSPG2.

## Trattamento
Non esiste una cura definitiva per la sindrome di Schwartz-Jampel; il quadro clinico può però essere mitigato mediante fisioterapia, esercizi di riscaldamento e di potenziamento della muscolatura. Possono a volte essere utilizzati farmaci miorilassanti o anticonvulsivanti, in particolare la carbamazepina. Le anomalie oculari, come il blefarospasmo, possono essere attenuate mediante iniezioni di Botox. Numerosi tipi di intervento chirurgico si sono dimostrati efficaci nel ridurre le problematiche, sia estetiche che funzionali, connesse alla sindrome; tuttavia, dato il rischio piuttosto elevato di andare incontro a ipertermia maligna dei soggetti con sindrome di Schwartz-Jampel sottoposti ad interventi chirurgici, si tende ad effettuare questi ultimi solo dopo attente valutazioni preliminari.

## Prognosi
La maggior parte degli individui con sindrome di Schwartz-Jampel ha un'aspettativa di vita quasi uguale a quella della popolazione generale.